# Isidro González Velázquez
Pour les articles homonymes, voir Vélasquez (homonymie).
Isidro González Velázquez, né à Madrid le 15 mai 1765 et mort dans la même ville le 7 décembre 1840, est un architecte espagnol néoclassique.
Il est le fils du peintre Antonio González Velázquez.

## Biographie

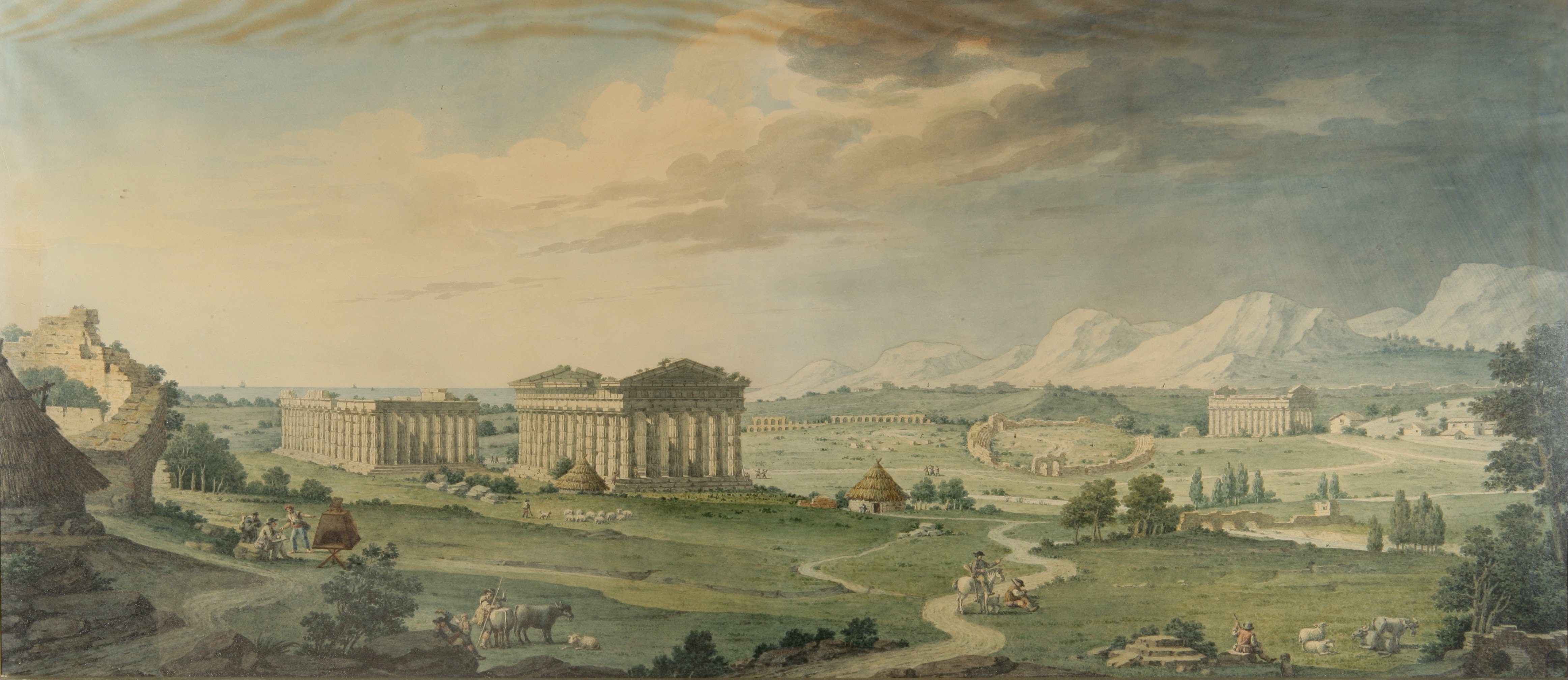
Vue des rues antiques de la cité de Paestum

Isidro González Velázquez a terminé sa formation en Espagne en 1790. Il l'a continué comme pensionnaire extraordinaire du roi Charles IV et voyage en France, dans toute l'Italie et même en Grèce, étudiant et mesurant les monuments et les objets de l'Antiquité classique. En 1794 il fait le plan du temple de Paestum.
Il est de retour en Espagne en 1795.
En 1799 il est membre de l'Académie royale des beaux-arts de San Fernando. Il est architecte adjoint de l'architecte en chef des palais royaux et des maisons du Roi. Il a participé vers 1803 à la réalisation de la Casa del Labrador, une des résidences de la famille royale à Aranjuez, commencée par Juan de Villanueva.
Il est intervenu sur le canal del Manzanares qui devait unir Madrid à Aranjuez, et par le Tage, arriver à Lisbonne. Il a été réalisé à côté du rio Manzanares entre le pont de Tolède jusqu'à Vaciamadrid.
Pendant la guerre d'indépendance espagnole il s'exile à Palma de Majorque. Il est nommé architecte en chef (arquitecto mayor) de la ville en 1813. Il a fait plusieurs ouvrages à caractère urbanistique. Il a fait la clôture du jardin de la Lonja. Dans ses interventions il a alterné ou mélangé des citations d'ouvrages de Palladio et de Juan de Villanueva. Il a réalisé la façade du Consulat de la Mer et l'église paroissiale de Llucmajor.
Il revient à Madrid en 1814. Il est alors nommé architecte principal du roi et architecte en chef des Sites royaux pendant la seconde partie du règne de Ferdinand VII. En 1816 il a repris un projet de Joseph Ier d'Espagne et de Silvestre Pérez pour la plaza de Oriente placée entre la façade est du palais royal de Madrid et la théâtre royal. En 1817 il a fait l'embarcadère royal du bassin du parc du Retiro.
En 1822 il a réalisé le monument commémoratif aux victimes du soulèvement du Dos de Mayo.
Il a mené à bien la clôture de la plaza de la Armería, côté sud du palais royal de Madrid.
En 1837, il a élevé le collège royal de médecine et de chirurgie de San Carlos, rue de Atocha.
Entre 1830 et 1833, il est intervenu sur l'église et la palais du Pardo, sur la chapelle du Christ du Pardo, octogonale, du couvent des pères capucins où on peut voit un gisant du Christ de Gregorio Fernández. Il a terminé le travail commencé par Juan de Villanueva après l'incendie de 1806.

## Famille
Il est le frère des peintres Zacarías González Velázquez (1763-1834) et Castor González Velázquez (1768-1822), le petit-fils de Pablo González Velázquez et le neveu du peintre Luis González Velázquez et de l'architecte et peintre Alejandro González Velázquez.

## Œuvres célèbres

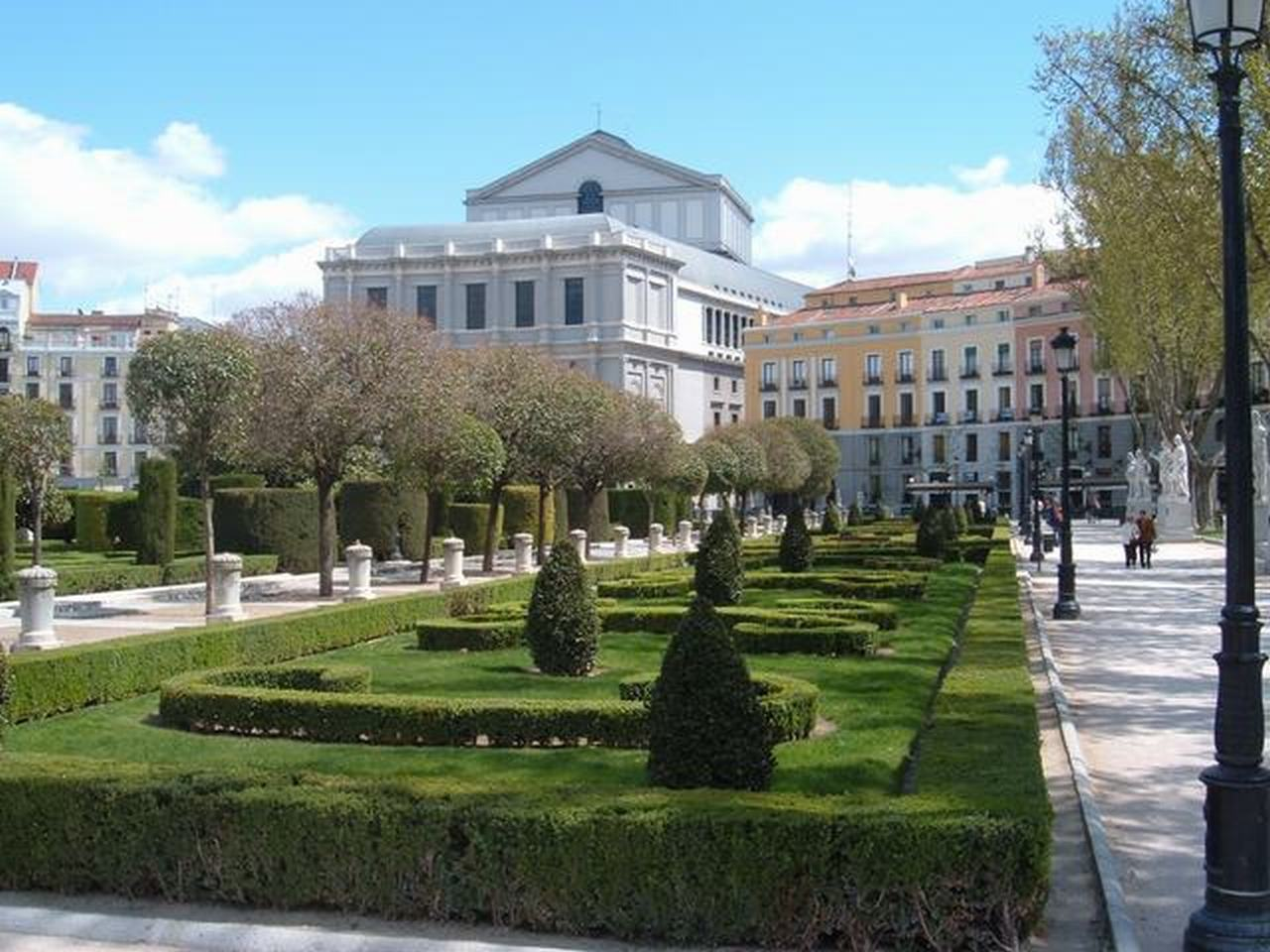
Plaza de Oriente et le théâtre royal
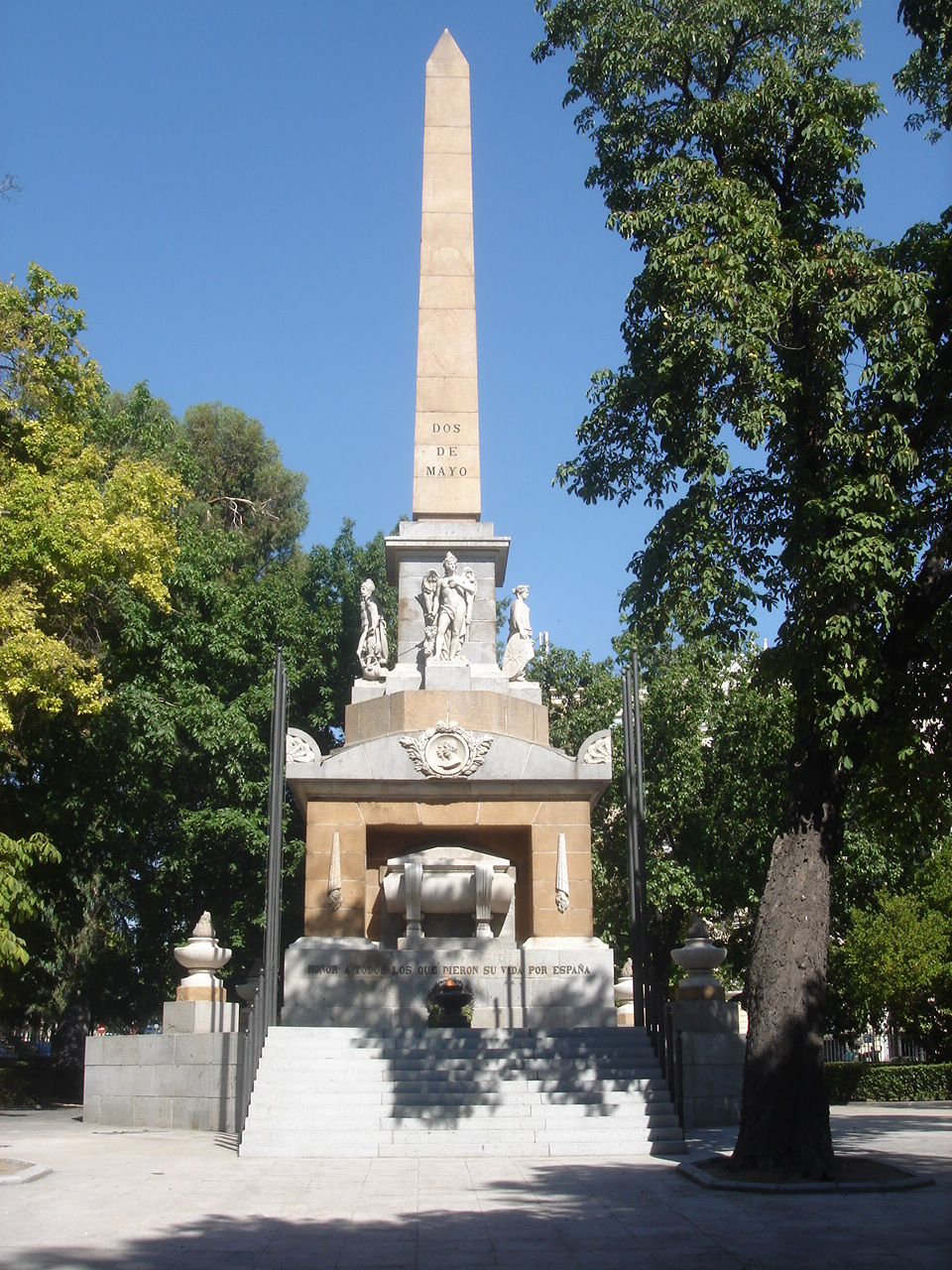
Monument aux victimes du Dos de Mayo
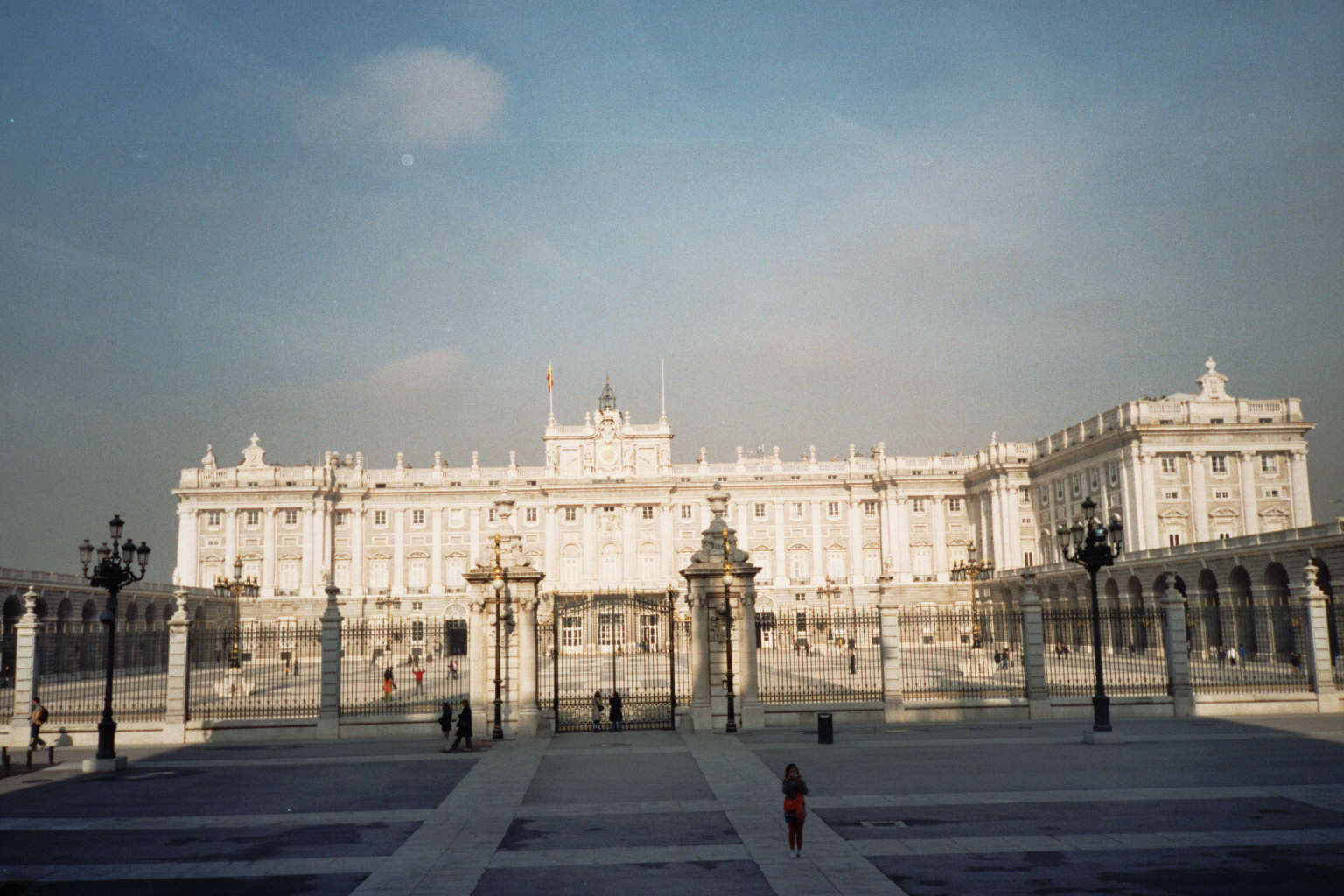
Plaza de la Armería et la façade sud du palais royal de Madrid
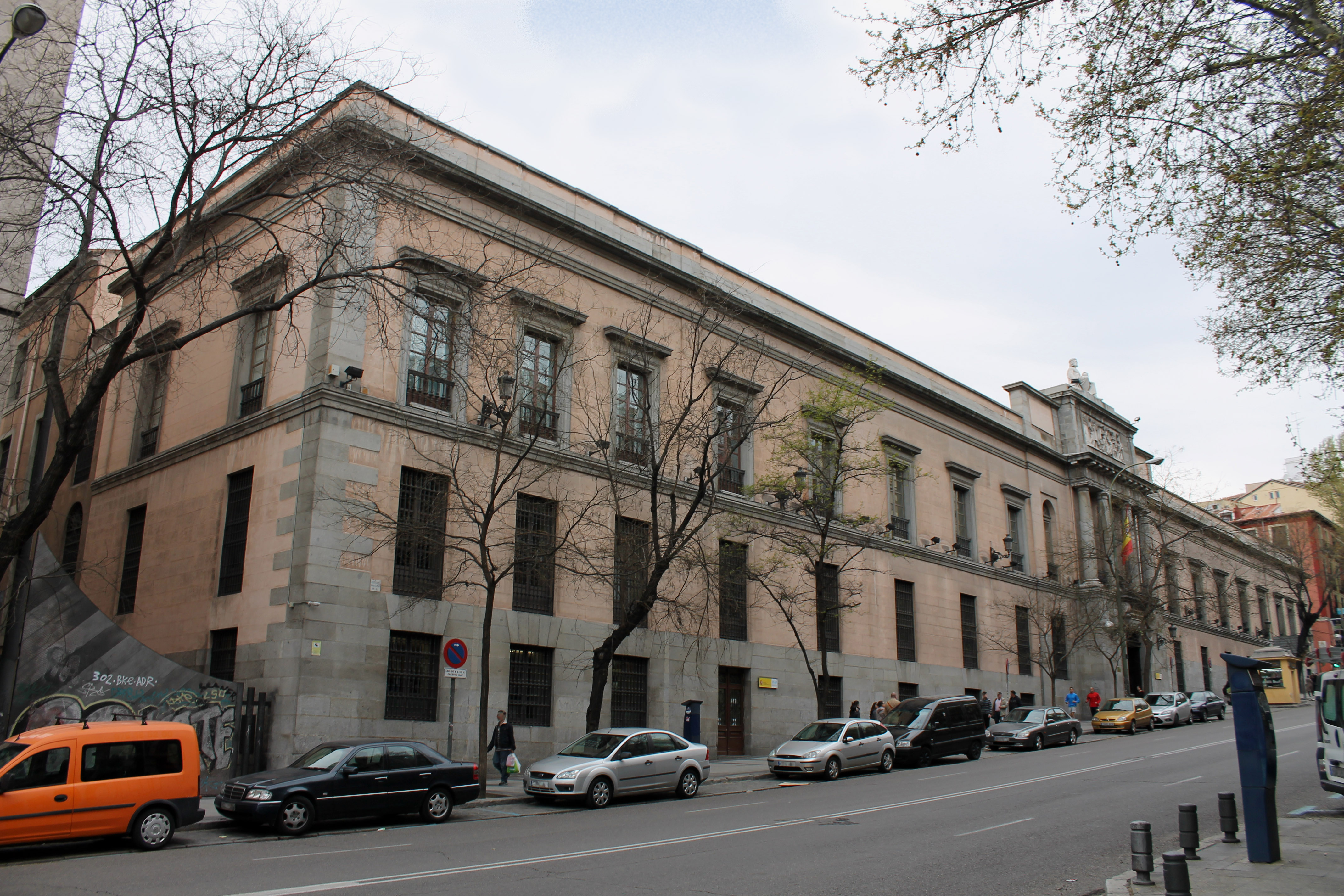
Collège royal de médecine et de chirurgie de San Carlos à Madrid